# Laccophilus uniformis
Laccophilus uniformis är en skalbaggsart som beskrevs av Victor Ivanovitsch Motschulsky 1859. Laccophilus uniformis ingår i släktet Laccophilus och familjen dykare. Inga underarter finns listade i Catalogue of Life.